# Rhagovelia oriander
Rhagovelia oriander är en insektsart som beskrevs av Parshley 1922. Rhagovelia oriander ingår i släktet Rhagovelia och familjen vattenlöpare. Inga underarter finns listade i Catalogue of Life.